# Халикова, Раиса Халиловна
Раиса Халиловна Халикова (баш. Рәйсә Хәлил ҡыҙы Халикова 1934—2005) — башкирский языковед, доктор филологических наук (1992), профессор (1995), заслуженный работник культуры Башкирской АССР (1987).

## Биография
Халикова Раиса Халиловна родилась 16 марта 1934 года в городе Карши Узбекской ССР.
В 1958 году окончила Институт восточных языков при Московском государственном университете имени М.В. Ломоносова.
В 1962-1967 гг. работает в Стерлитамакском государственном педагогическом институте старшим преподавателем, заведующим кафедрой башкирского языка и литературы.
В 1967-1972 гг. работает в Башкирском государственном педагогическом институте на кафедре русского языка и литературы.
В 1973-1993 гг. является старшим сотрудником Института истории, языка и литературы Башкирского научного центра Уральского отделения Академии наук СССР.
С 1995 года заведовала кафедрой башкирского языка Башкирского государственного педагогического института им.М.Акмуллы. Активный лектор Общества «Знание» по истории башкирской письменности и литературы, культуры речи.

## Награды
Лауреат премии Дж. Г. Киекбаева.

## Научные труды
Является автором более 80 научных трудов, в том числе по истории башкирской письменности и литературного языка, учебников и учебных пособий для национальных школ:
- Книга для внеклассного чтения учащихся 4 класса национальных школ РСФСР. Л.:Просвещение, 1988- 270с. (соавт.)
- Очерки истории башкирского литературного языка. М., 1989.
- Язык башкирских шежере и актовых документов XVIII-XIX вв./ Р. Х. Халикова ; Отв. ред. Э. Р. Тенишев; АН СССР, Урал. отд-ние, Башк. науч. центр, Ин-т истории, яз. и лит. М.: Наука, 1990.- 198 с.
- Башҡорт әҙәби теленең тарихы. Өфө: Китап, 1993. - 320 б. (соавт.)